# Чанкуридзе, Скендер Хасанович
Скендер Хасанович Чанкуридзе (1908 год, Кобулети, Батумский уезд, Батумская область, Российская империя — 1973 год, Батуми, Аджарская АССР, Грузинская ССР) — заведующий отделом сельского хозяйства Батумского района, Аджарская АССР, Грузинская ССР. Герой Социалистического Труда (1949). Депутат Верховного Совета Аджарской АССР.

## Биография
Родился в 1908 году в селении Кобулети. Окончил местную сельскую школу и в 1937 году — факультет субтропических культур сельскохозяйственного института в Батуми. Трудился в сельском хозяйстве в Кедском районе. С 1940 года — председатель исполкома Кедского райсовета и с 1942 года — председатель Кобулетского райисполкома. В 1946 году назначен заведующим отделом сельского хозяйства Батумского района.
В 1948 году обеспечил перевыполнение в целом по району плановый сбор урожая сортового зелёного чайного листа на 15,2 %. Указом Президиума Верховного Совета СССР от 29 августа 1949 года удостоен звания Героя Социалистического Труда за «получение высоких урожаев сортового зелёного чайного листа и цитрусовых плодов в 1948 году» с вручением ордена Ленина и золотой медали «Серп и Молот» (№ 4514).
Этим же указом званием Героя Социалистического Труда были награждены руководители Батумского района первый секретарь Батумского райкома Диомид Севодович Хеладзе, председатель райисполкома Муртаз Юсупович Куршубадзе, главный районный агроном Константин Феодорович Михаилиди и 17 тружеников различных сельскохозяйственных предприятий Батумского района.
С 1950 года — заместитель министра сельского хозяйства Аджарской АССР, в последующие годы — директор чайного совхоза имени Салибиури Батумского района, с 1964 года — заведующий отделом сельского хозяйства Хелвачаурского района.
Избирался депутатом Верховного Совета Аджарской АССР, депутатом Кедского, Кобулетского и Хелвачаурского райсоветов.
После выхода на пенсию проживал в Батуми. Скончался в 1973 году.
Награды
- Герой Социалистического Труда
- Орден Ленина
- Орден Трудового Красного Знамени — дважды.